# Erin Marsh
Erin Marsh (* 12. Juli 1999 in Buford, Georgia) ist eine US-amerikanische Leichtathletin, die sich auf den Siebenkampf spezialisiert hat. 2023 siegte sie in dieser Disziplin bei den Panamerikanischen Spielen in Santiago de Chile.

## Sportliche Laufbahn
Erin Marsh wuchs in Georgia auf und studierte von 2017 bis 2022 an der Duke University. Erste internationale Erfahrungen sammelte sie im Jahr 2023, als sie bei den Panamerikanischen Spielen in Santiago de Chile mit 5882 Punkten die Goldmedaille im Siebenkampf gewann. Zudem belegte sie mit der US-amerikanischen 4-mal-400-Meter-Staffel in 3:35,91 min den fünften Platz.

## Persönliche Bestleistungen
- Siebenkampf: 6024 Punkte, 13. August 2023 in Marburg
  - Fünfkampf (Halle): 4432 Punkte, 16. Februar 2023 in Albuquerque